# سباستیانو پریرا دو ناسیمنتو
سباستیانو پریرا دو ناسیمنتو (به پرتغالی: Sebastião Pereira do Nascimento) بازیکن فوتبال در پست مهاجم اهل برزیل است که در شهر Parelhas و در تاریخ ۲۴ فوریهٔ ۱۹۷۶ به دنیا آمده‌است.
سباستیانو پریرا دو ناسیمنتو در تیم‌های فوتبال Sport و اشتوتگارت سابقهٔ حضور دارد.